# Kanał Odra-Hawela
Kanał Odra-Hawela (niem. Oder-Havel-Kanal) – kanał w Niemczech, w Brandenburgii, o długości 82,8 km; część drogi wodnej Hawela – Odra (niem. Havel-Oder-Wasserstraße HOW) o całkowitej długości 101,6 km. Stanowi ważne połączenie dróg wodnych Niemiec i Polski i zachodniej Europy oraz Berlina ze Szczecinem, łącząc Odrę koło Cedyni z Hawelą koło Oranienburga. Został oddany do użytku 17 czerwca 1914 roku. Zastąpił XVII-wieczny kanał Finow. 
Kanał swój początek ma na śluzie Spandau w Berlinie (kilometr 0) i przebiega przez berlińskie jeziora. Na jego 10. kilometrze znajduje się początek Kanału Haweli wybudowanego w 1952 w celu ominięcia Berlina Zachodniego. Dalej droga wodna jest kanałem lateralnym środkowej Haweli. Za śluzą Lehnitz osiąga największą wysokość nad poziomem morza. Dalszy odcinek kanału biegnie prosto na wschód, łączy się krótkim zachowanym odcinkiem kanału Malzer z Hawelą. W miejscowości Zerpenschleuse krzyżuje się z kanałem Finow.
Za Eberswalde kanał przebiega na wysokim nasypie-akwedukcie Ragöser Damm, lustro wody znajduje się tu ponad 28 m powyżej doliny, przez którą akwedukt usypano. W chwili otwarcia kanału był to najwyższy akwedukt nasypowy na świecie.
Na 78. kilometrze znajduje się wybudowana w 1934 śluza windowa – podnośnia Niederfinow o wymiarach wanny 85 metrów na 12 metrów i wysokości podnoszenia 36 metrów. Pierwotnie znajdowały się tu cztery śluzy o podnoszeniu 9 m każda, tzw. schody śluzowe, zbudowane wraz z kanałem jako rozwiązanie tymczasowe, z góry przewidziane do zastąpienia podnośnią (do 1972 utrzymywane były w stanie gotowości do użycia na wypadek awarii podnośni). W 1992 zapadła decyzja o budowie większej i nowocześniejszej podnośni Niederfinow Nord, ale termin jej oddania w 2016 nie został dotrzymany i dopiero w roku 2022 weszła ona do eksploatacji.
Za podnośnią kanał biegnie starorzeczem Odry zwanym Wriezener Alte Oder (Stara Odra Wrzesińska) i kończy się wpływając do Odry na jej 667. kilometrze (pikietaż kanału: 93 km) śluzami Hohensaaten, 3 kilometry na północ od Osinowa Dolnego. Śluza Hohensaaten Ost łączy kanał z Odrą, śluza Hohensaaten West z kanałem Hohensaaten – Friedrichsthal, który stanowi dalszy ciąg drogi wodnej Berlin – Szczecin (obie drogi mają wspólny kilometraż, kończący się ujściem kanału do Odry Zachodniej). Kanał Odra–Hawela posiada trzy śluzy i podnośnię o łącznej różnicy poziomów 45,7 / 46,7 metra.
Kanał pierwotnie miał nosić nazwę Grossschifffahrtweg Berlin-Stettin (Wielka Droga Wodna Berlin – Szczecin), ale podczas otwarcia na cześć obecnego na uroczystości cesarza Wilhelma II nadano jej nazwę Hohenzollernkanal. Nazwa "Kanał Odra – Hawela" została wprowadzona w czasach NRD, w Berlinie Zachodnim używano nadal starej nazwy. Po zjednoczeniu Niemiec ostatecznie wybrano nazwę obecną.
Nad kanałem leżą, poza Berlinem, miasta Oranienburg, Eberswalde i Oderberg.

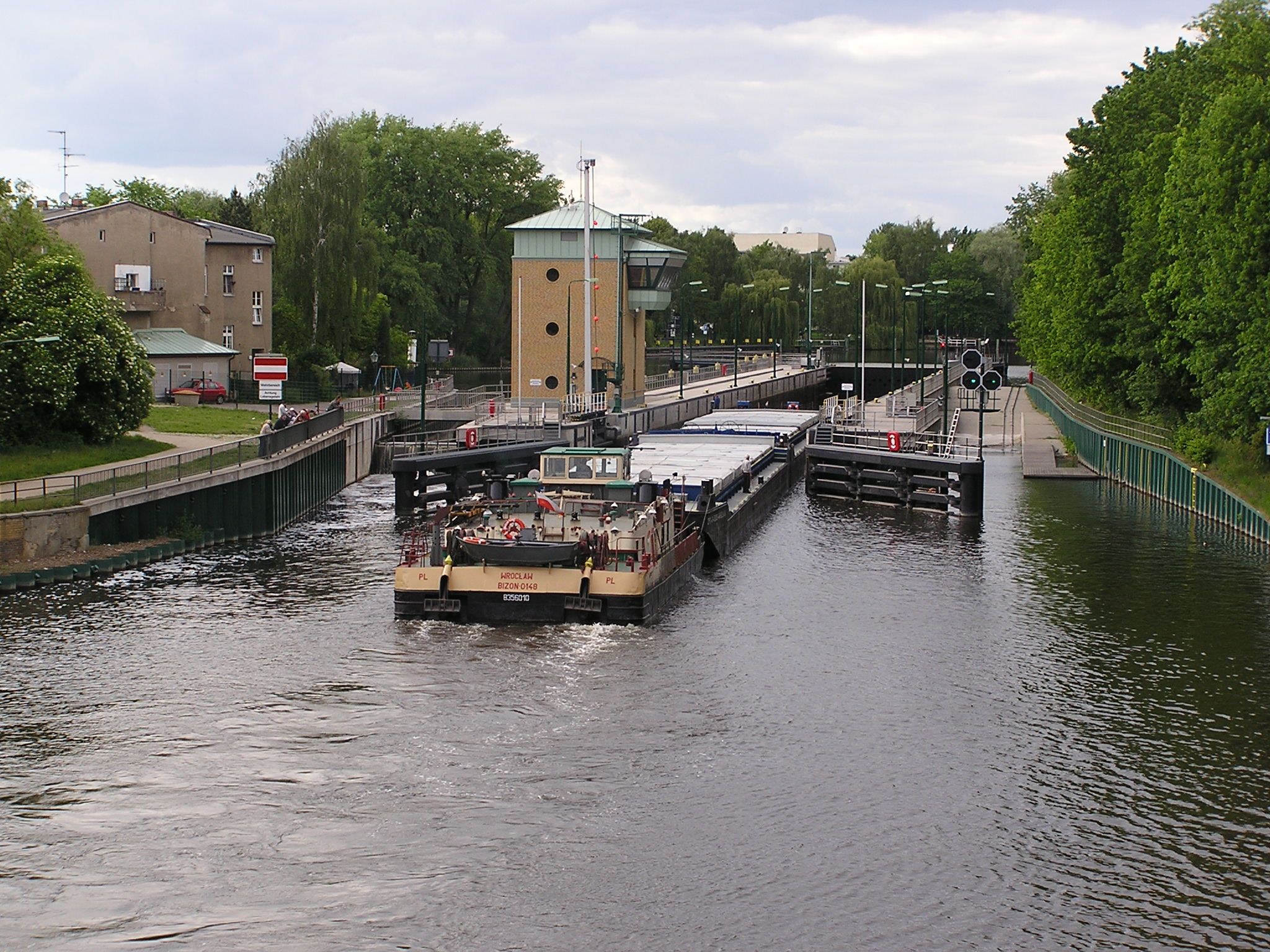
Śluza Spandau
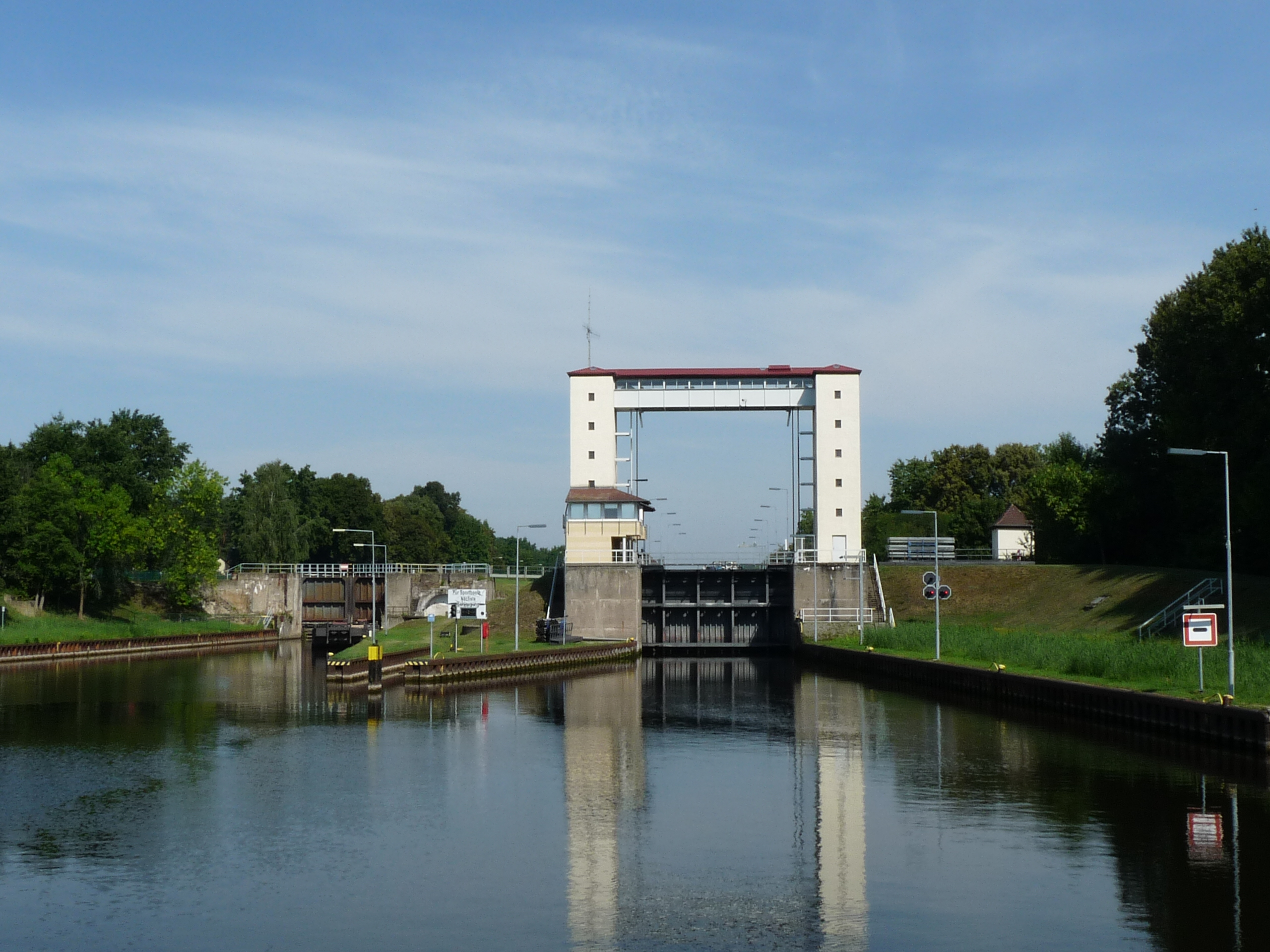
Śluza Lehnitz
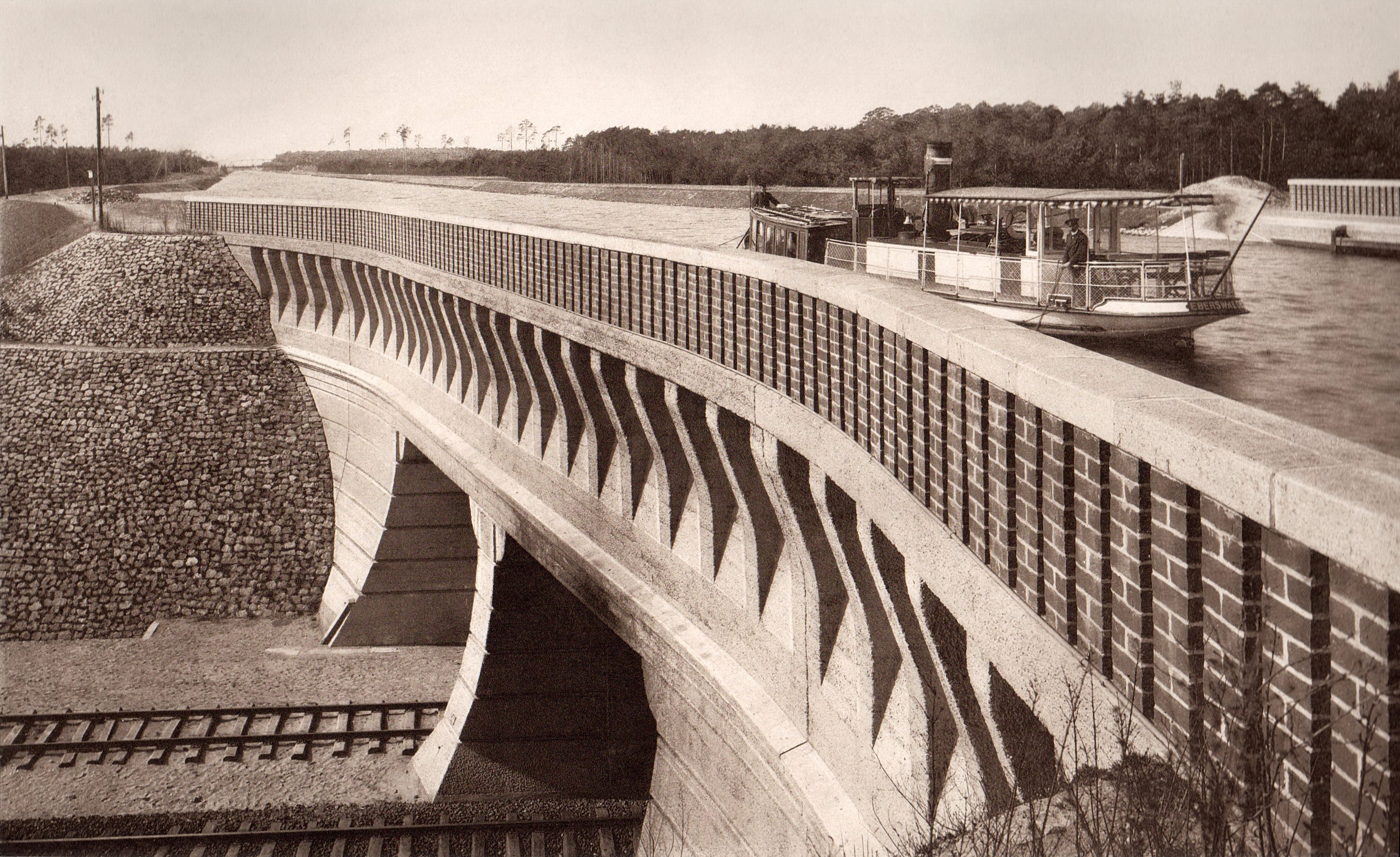
Ragöser Damm: kanał OHK poprowadzony ponad linią kolejową koło Eberswalde
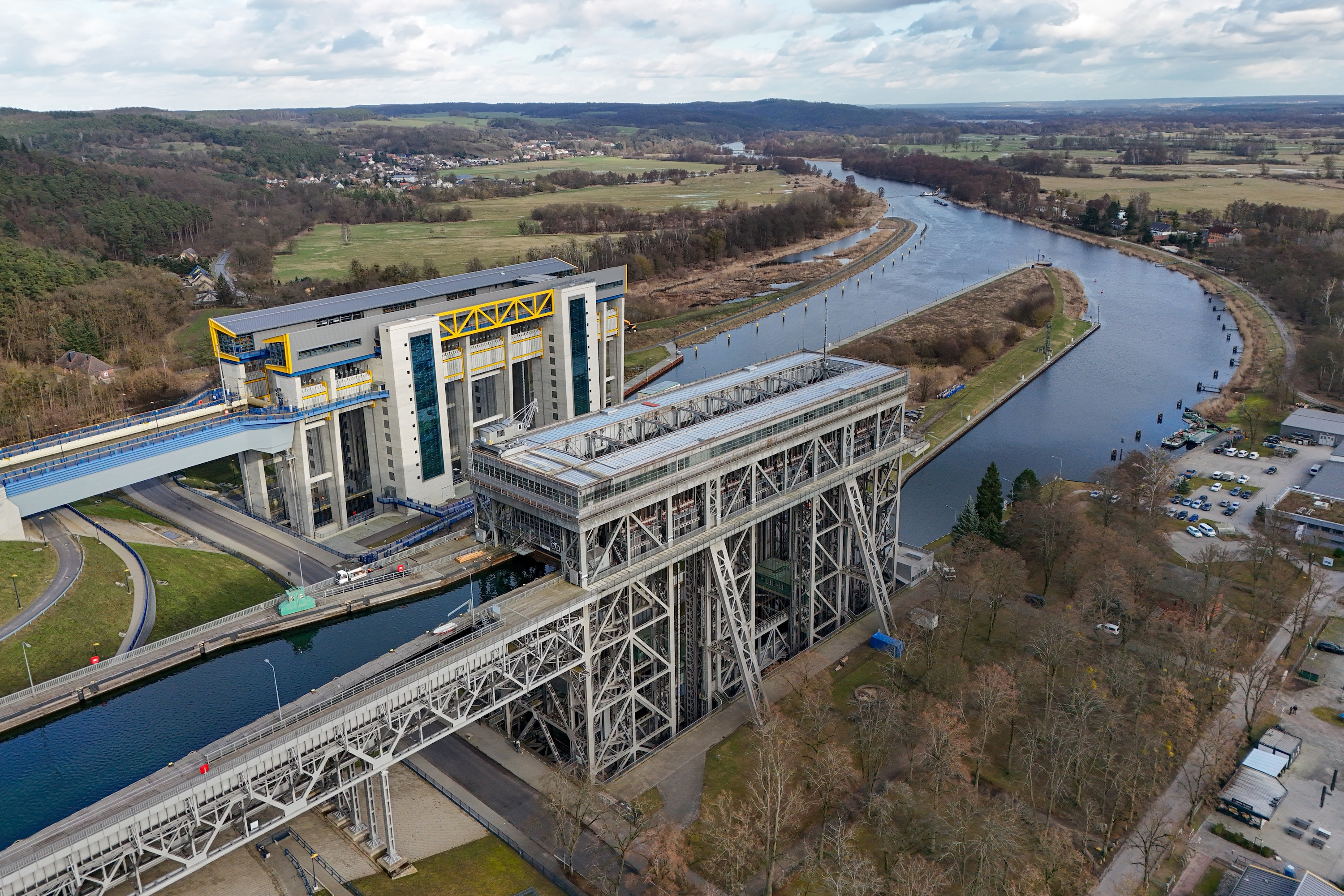
Podnośnie w Niederfinow: stara (C) i nowa (L)
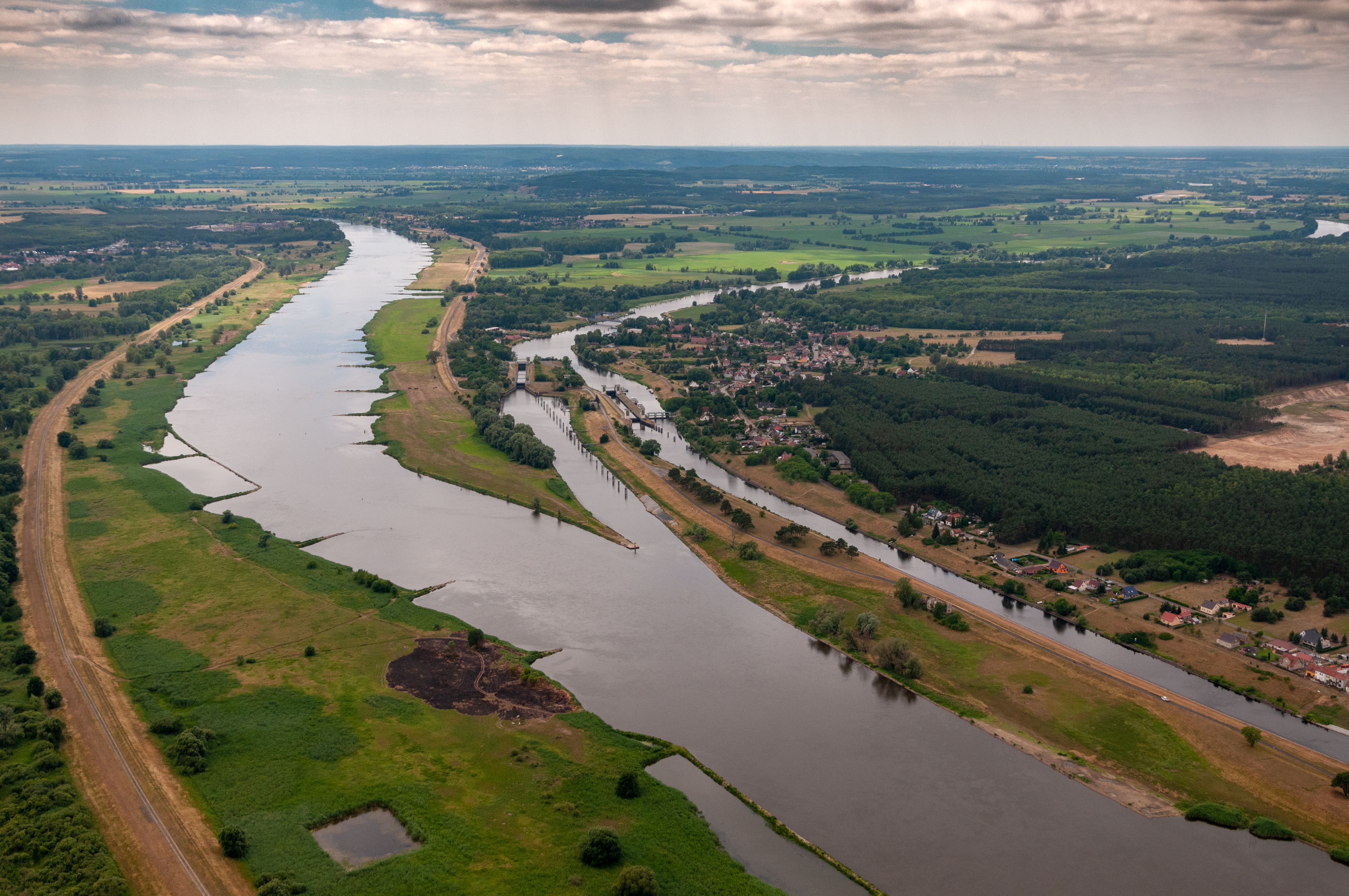
Widok w kier. południowym na Odrę oraz śluzy Hohensaaten Ost (C) i Hohensaaten West (P)